# Jonathan Dean
Robert Jonathan Dean Jr. (Macon, 15 maggio 1997) è un calciatore statunitense, difensore del Chicago Fire.

## Caratteristiche tecniche
Gioca come terzino destro.

## Carriera
Dean ha iniziato a giocare a calcio con Stratford Academy e Georgia United nel periodo delle scuole superiori. Iscrittosi al Wofford College, ha giocato per un anno con la squadra locale dei Wofford Terriers prima di cambiare ateneo iscrivendosi alla University of Central Florida, dove ha giocato per tre anni con gli UCF Knights.
Il 9 gennaio 2020 è stato selezionato al SuperDraft dall'Orlando City ma il 24 febbraio seguente il club ha scelto di non tesserarlo. Cinque giorni dopo ha firmato con il Birmingham Legion, con cui ha debuttato il 15 luglio nell'incontro di USL Championship vinto 3-0 contro il Memphis 901. Il 6 agosto ha segnato il suo primo gol, nel successo casalingo per 4-1 sul Charlotte Independence.
Il 12 gennaio 2023 ha firmato un contratto annuale con il Chicago Fire ed il 12 marzo ha debuttato in MLS contro il Philadelphia Union.

## Statistiche

### Presenze e reti nei club
Statistiche aggiornate al 20 ottobre 2024.
| Stagione        | Squadra           | Campionato      | Campionato | Campionato | Coppe nazionali | Coppe nazionali | Coppe nazionali | Coppe continentali | Coppe continentali | Coppe continentali | Altre coppe | Altre coppe | Altre coppe | Totale | Totale | Totale |
| Stagione        | Squadra           | Comp            | Pres       | Reti       | Comp            | Pres            | Reti            | Comp               | Pres               | Reti               | Comp        | Pres        | Reti        | Pres   | Reti   |        |
| --------------- | ----------------- | --------------- | ---------- | ---------- | --------------- | --------------- | --------------- | ------------------ | ------------------ | ------------------ | ----------- | ----------- | ----------- | ------ | ------ | ------ |
| 2020            | Birmingham Legion | USL             | 17         | 1          |                 | -               | -               |                    | -                  | -                  |             | -           | -           | 17     | 1      |        |
| 2021            | Birmingham Legion | USL             | 32         | 1          |                 | -               | -               |                    | -                  | -                  |             | -           | -           | 32     | 1      |        |
| 2022            | Birmingham Legion | USL             | 35         | 2          | USCup           | 2               | 0               |                    | -                  | -                  |             | -           | -           | 37     | 2      |        |
| 2023            | Chicago Fire II   | MNP             | 2          | 0          |                 | -               | -               |                    | -                  | -                  |             | -           | -           | 2      | 0      |        |
| 2024            | Chicago Fire II   | MNP             | 1          | 0          |                 | -               | -               |                    | -                  | -                  |             | -           | -           | 1      | 0      |        |
| 2023            | Chicago Fire      | MLS             | 22         | 0          | USCup           | 1               | 0               |                    | -                  | -                  | LC          | 2           | 0           | 25     | 0      |        |
| 2024            | Chicago Fire      | MLS             | 24         | 1          | USCup           | 0               | 0               |                    | -                  | -                  | LC          | 0           | 0           | 24     | 1      |        |
| Totale carriera | Totale carriera   | Totale carriera | 132        | 5          |                 | 3               | 0               |                    | -                  | -                  |             | 2           | 0           | 137    | 5      |        |